# Janira capensis
Janira capensis là một loài chân đều trong họ Janiridae. Loài này được miêu tả khoa học năm bởi Barnard.